# Rezerwat przyrody Majdan (Ukraina)
Rezerwat uroczysko „Majdan” (ukr. Заповідне урочище „Майдан” – Zapowidnie urocziszcze „Majdan”) – obszar chroniony na Ukrainie, w rejonie żółkiewskim, założony w 1984 r. na powierzchni 17 ha w celu ochrony cennych przyrodniczo i krajobrazowo lasów bukowych Roztocza Wschodniego.